# Вихід 38
Вихід 38 (англ. Exit 38) — американський фільм жахів.

## Сюжет
Лі Грей і Бойд Паркер ніколи не припускали, що стануть партнерами. Але коли злий вампір насолоджується кров'ю невинних дівчаток, у них не залишається вибору, окрім як об'єднатися і шукати небезпечного вампіра і покінчити з ним раз і назавжди. Їм на допомогу приходить ФБР, щоб знайти злого вампіра Мерсера. Вони знаходять його в джентльменському клубі «Вихід 38». Незабаром вони дізнаються, що Мерсер взяв у заручниці дружину Лі Грея і дочку Бойда Паркера. Може цей союз суперників необхідний, заради порятунку життів тих, кого вони люблять?

## У ролях
- Джефф Біч — Лі Джонс
- Дін Джордж — Бойд Паркер
- Томмі Барнс — Божевільний Клайд
- Стіві Дін — Марі Джонс
- Крістал Іден — Крістіна
- Марія Доміна — Делла
- Джозеф Кунг — Мерсер
- Джозі Харріс — Пет
- Френк Хайн — шериф Джиммі
- Меган Чандлер — заступник 1
- Ейпріл Хонг — Мей
- Джеймс Хонг — доктор Шен
- Мартін Коув — Різ
- Джулс Хауелл — Sacrifice Girl
- Ліза Гаррет — Strip Search Girl
- Табіта Келвін — стриптизерка 1
- Дженіс Ламберт — стриптизерка 2
- Твей Паркс — стриптизерка 3
- Жаклін Гарсіа — стриптизерка 4
- Таня Кокс — дівчина
- Райан Кертіс — хлопець
- Дін Мауро — власник клубу
- Тоуні Маккинни — Кейтлін
- Руфус Робертсон — викидайло
- Роше Девіс — подруга викидайла
- Бред Слітц — Енді
- Лорен Вейтс — DJ, озвучка